# Нова България (партия)
Нова България е първата българска политическа партия, създадена в социалните мрежи. Тя е учредена на 8 февруари 2014 г. в град София. Идеята за създаването на Нова България възниква във Facebook групата „Политическа Промяна Сега“.

## История

### Създаване
През юни 2013 г. е създадена Фейсбук страницата „Политическа промяна Сега“. Тя провокира онлайн дискусии и споделя видео интервюта с протестиращите срещу кабинета „Орешарски“ хора след назначаването на Делян Пеевски за председател на Държавната агенция за национална сигурност (ДАНС) и последвалото обществено недоволство.
Резултатът от проведена през юли 2013 г. във Фейсбук анкета показва, че според 90% от последователите на страницата създаването на партия е единственият начин, по който „Политическа промяна Сега“ може да реализира идеите си. По това време страницата има събрани над 200 000 харесвания. През август 2013 г. започва подготовката по учредяване на политическа партия Нова България – първата политическа партия, създадена в социалните мрежи.

### Учредяване
На 22 декември 2013 г. в София е организиран инициативен комитет. На 8 февруари 2014 г. в София е учредена политическа партия Нова България.

## Устав и програма
Партия Нова България представя устава си в интернет около седмица преди събирането на инициативния комитет.
Основните цели, които партията си поставя, са три:
- По-ефективно държавно управление;
- Повишаване на жизнения стандарт в страната;
- Да защитава индивидуалните права на всеки гражданин.[4]

Програмата на партия Нова България е основана на „Стратегия за ускорен икономически растеж на Република България“ – документ, дело на експертния екип на Никола Алексиев, разработван онлайн и от последователите на „Политическа Промяна Сега“.

## Структура

### Председател
Д-р инж. Ивайло Симеонов

### Заместник-председатели
- Иван Георгиев
- Радослав Кавалджиев – Роро

### Регионални представители
- Северозападен регион: Даниела Савовска, гр. Враца
- Югозападен регион: Здравко Лесичков, гр. София
- Северен централен регион: Иван Николов, гр. Русе
- Южен Централен регион: Иван Черкезов, гр. Кърджали
- Североизточен регион: Валентин Чиков, гр. Варна
- Югоизточен регион: Антон Николов, Стара Загора